# Faith Kipyegon
Faith Chepngetich Kipyegon (Bomet, 10 de enero de 1994) es una deportista keniana que compite en atletismo, especialista en las carreras de mediofondo; tres veces campeona olímpica y cuatro veces campeona mundial. Está casada con el atleta Timothy Kitum.

## Trayectoria
Participó en cuatro Juegos Olímpicos de Verano, entre los años 2012 y 2024, obteniendo cuatro medallas, oro en Río de Janeiro 2016 (1500 m), oro en Tokio 2020 (1500 m) y dos en París 2024, oro en 1500 m y plata en 5000 m.
Ganó cinco medallas en el Campeonato Mundial de Atletismo entre los años 2017 y 2023, y una medalla de bronce en el Campeonato Mundial de Atletismo en Ruta de 2023.
En junio de 2023 estableció dos nuevas plusmarcas mundiales: en los 1500 m (3:49,11) y en los 5000 m
(14:05,20), y al mes siguiente batió el récord mundial de la milla (4:07,64). En julio de 2025 volvió a batir la plusmarca mundial de los 1500 m con un registro de 3:48,68.

## Palmarés internacional
| Juegos Olímpicos           | Juegos Olímpicos        | Juegos Olímpicos  | Juegos Olímpicos |
| Año                        | Lugar                   | Medalla           | Prueba           |
| -------------------------- | ----------------------- | ----------------- | ---------------- |
| 2016                       | Río de Janeiro (Brasil) | Medalla de oro    | 1500 m           |
| 2020                       | Tokio (Japón)           | Medalla de oro    | 1500 m           |
| 2024                       | París (Francia)         | Medalla de oro    | 1500 m           |
| 2024                       | París (Francia)         | Medalla de plata  | 5000 m           |
| Campeonato Mundial         |                         |                   |                  |
| Año                        | Lugar                   | Medalla           | Prueba           |
| 2017                       | Londres (Reino Unido)   | Medalla de oro    | 1500 m           |
| 2019                       | Doha (Catar)            | Medalla de plata  | 1500 m           |
| 2022                       | Eugene (Estados Unidos) | Medalla de oro    | 1500 m           |
| 2023                       | Budapest (Hungría)      | Medalla de oro    | 1500 m           |
| 2023                       | Budapest (Hungría)      | Medalla de oro    | 5000 m           |
| Campeonato Mundial en Ruta |                         |                   |                  |
| Año                        | Lugar                   | Medalla           | Prueba           |
| 2023                       | Riga (Letonia)          | Medalla de bronce | Milla            |